# Voïvodie de Kalisz (1314-1793)
Pour les articles homonymes, voir Kalisz (homonymie).
1314–1793
Entités précédentes :
- Duché de Grande-Pologne

Entités suivantes :
- Royaume de Prusse

La voïvodie de Kalisz (en polonais : Województwo Kaliskie, en latin : Palatinatus Calisiensis) était une unité administrative de la Pologne qui exista de 1314 au deuxième parage de la Pologne en 1793. Elle faisait partie de la province de Grande-Pologne. Sa capitale était située à Kalisz, et avec la voïvodie voisine de Poznań, Kalisz élisait le staroste général de Grande Pologne. Les diétines des deux voïvodies se tiennent à Środa Wielkopolska, tandis que la diétine générale pour toute la province de la Grande Pologne se tient à Koło, à l'abbaye des Bernardins.

## Description
Le territoire de la voïvodie est resté inchangé de 1314 à 1768, lorsque la voïvodie de Gniezno a été créée à partir de ses trois powiats les plus septentrionaux. Les starostes locaux résidaient à Kalisz, Gniezno, Konin, Kcynia, Naklo, Pyzdry et Złotów. La voïvodie de Kalisz comptait huit sénateurs. Ceux-ci étaient : l'archevêque de Gniezno, le voïvode de Kalisz (qui résidait au château royal de Kalisz), le châtelain de Kalisz, le châtelain de Gniezno, et les châtelains de Ląd, Nakło nad Notecią, Biechowo et Kamieńsk.
Zygmunt Gloger, dans sa monumentale Géographie historique des terres de l'ancienne Pologne, donne une description détaillée de la voïvodie de Kalisz :
La voïvodie de Kalisz a constitué la moitié orientale de la Grande Pologne proprement dite (...) Dans le testament de Boleslas III Bouche-Torse, le Pays de Kalisz, dans le cadre de la Grande Pologne, a été accordé au duc Mieszko III l'Ancien. Ses deux petits-fils, Przemysł Ier de Grande-Pologne et Bolesław le Pieux, se partagèrent la Grande-Pologne en 1247. Przemyslaw, le frère aîné, contrôlait Gniezno et Poznań, tandis que Boleslaw dirigeait Kalisz (...) À la fin du XIVe siècle, le duché de Kalisz a été saisi par Wladyslaw Lokietek, revenant à la couronne du royaume de Pologne en tant que voïvodie de Kalisz nouvellement établie. Sa superficie totale était de 300 miles carrés, et le plus grand comté était celui de Kalisz (...) Au milieu du XVIe siècle, la voïvodie de Kalisz comptait 411 paroisses catholiques romaines, 88 villes et 1 869 villages. (...)

La voïvodie de Kalisz, ainsi que la voïvodie de Poznań, avaient leurs sejmiks (diétines) à Środa Wielkopolska, où chaque province élisait six députés au Sejm et deux députés au Tribunal de la Grande Pologne à Piotrków Trybunalski (...) Le tribunal foncier était situé à Kalisz, ainsi que le tribunal municipal pour les comtés de Kalisz, Kamieńsk et Pyzdry (...) La voïvodie comptait huit sénateurs, tandis que des starosties locales étaient situées dans plusieurs villes, telles que Kalisz, Gniezno, Pyzdry, Konin, Kcynia, Ujście, Powidz, Odolanów, Kłecko, Pobiedziska et Kolo (...) Parmi les villes historiques de la voïvodie figuraient Kalisz, Gniezno, Lad, Wągrowiec, Mogilno et Trzemeszno.
Division administrative (jusqu'en 1768) :
- Comté de Kalisz (Powiat Kaliski), Kalisz
- Comté de Konin (Powiat Koniński), Konin
- Comté de Pyzdry (Powiat Pyzdrski), Pyzdry
- Comitat de Gniezno (Powiat Gnieżnieński), Gniezno
- Comté de Kcynia (Powiat Kcyński), Kcynia
- Comté de Nakło (Powiat Nakielski), Nakło

En 1768, les comtés de Gniezno, Kcynia et Nakło ont été transférés à la nouvelle voïvodie de Gniezno. En conséquence de quoi, la voïvodie de Kalisz se composait des trois comtés suivants :
- Comté de Kalisz (Powiat Kaliski), Kalisz
- Comté de Konin (Powiat Koniński), Konin
- Comté de Pyzdry (Powiat Pyzdrski), Pyzdry